# Zesłania w ZSRR

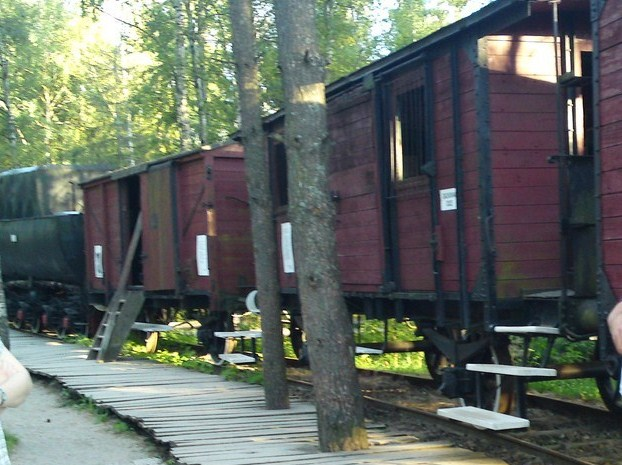
Model rampy załadowczej z oryginalnym parowozem i doczepionymi wagonami typowego składu zsyłkowego na Syberię (ekspozycja w Szymbarku)

Zesłania w ZSRR – przymusowe deportacje i bezterminowe osiedlenia w specjalnie wyznaczonych osadach ludności cywilnej bez prawa opuszczania miejsca pobytu oraz z przymusem pracy prowadzone w Związku Socjalistycznych Republik Radzieckich. Zesłania były odrębną represją względem umieszczenia w łagrach.
Pierwsze szersze akcje deportacji połączone z całkowitą lub znaczną konfiskatą mienia prowadzono jeszcze przed powstaniem ZSRR w Rosji radzieckiej w 1920 i 1921 r. wobec Kozaków zamieszkujących północne obrzeża Kaukazu oraz rosyjską centralną Azję. Liczbę wysiedlonych Kozaków szacuje się na prawie 100 tys. (100 tys. razem z niewielką liczbą wysiedlonych w latach 1924–1925 byłych właścicieli wielkich majątków ziemskich). Akcje te były prowadzone z polecenia Komitetu Centralnego WKP, a ich głównym zwolennikiem i realizatorem był Sergo Ordżonikidze. Kozaków z Kaukazu obu płci wieku od 18 do 50 lat wysiedlano na daleką północ europejskiej części Rosji oraz do Donbassu, a dzieci i starców do osad położonych nie bliżej niż 50 km od rodzinnej wsi.
W latach 1929–1933 w ZSRR przeprowadzono ogólnokrajową wielką akcję rozkułaczania, czyli konfiskaty ziemi i innego majątku dużej grupy chłopów oraz rozstrzelania, uwięzienia lub zesłania tychże chłopów i ich rodzin. Rozkułaczenie objęło tzw. rodziny kułaków, czyli chłopów uznanych za bogatych, ale także podkułaczników, którym to terminem objęto wszystkich chłopów, w tym najbiedniejszych, którzy z powodu niedostatecznego majątku nie kwalifikowali się jako kułacy, ale zostali uznani przez władze bolszewickie za element niepożądany, niesprzyjający władzy radzieckiej. Teoretycznie zesłaniu nie podlegały rodziny chłopskie, w których nie było osób zdolnych do pracy, a w przypadku dzieci do lat 10 i osób powyżej 65 roku życia można było odstąpić od zesłania, o ile ktoś zgodził się wziąć ich na utrzymanie. W praktyce tego nie przestrzegano, wysyłając wszystkich. Początek akcji przypada na schyłek 1929, a jej główna faza na okres 1930 – 1933. W okresie 1930–1931 zesłano 1,8 mln chłopów, w 1932 – 145 tys., a w 1933 – 327 tys. osób (nie licząc dzieci urodzonych na zesłaniu). Ponieważ status zesłanego "dziedziczyło się" to dzieci urodzone w rodzinie zesłańca również  były traktowane jako zesłańcy, choć dzieci nie rodziło się dużo: 18 tys. w 1932 r. i 17 tys. w 1933 r. Liczba osób przebywających na zesłaniu była bardzo zmienna, gdyż oprócz narodzin rzutowała na nią duża śmiertelność, duża liczba osób uciekających oraz złapanych po ucieczce i przywiezionych z powrotem. I tak w 1932 r. umarło 90 tys., a w 1933 – 151 tys. zesłanych, zaś uciekło w 1932 r. – 207 tys. (w tymże roku dostarczono z powrotem 38 tys. uciekinierów) i w 1933 – 216 tys. (w tymże roku dostarczono z powrotem 54 tys. uciekinierów). Podane dane nt. zgonów nie uwzględniają zmarłych w transporcie do specposiołków, a śmiertelność była w czasie transportu znaczna. Zesłańców chłopskich osiedlano głównie na Uralu (484 tys.), na zachodniej (266 tys.) i wschodniej Syberii (92 tys.), w północnym Kazachstanie (139 tys.) i na dalekiej północy europejskiej części ZSRR (121 tys.) (dane na 1 I 1932 r., gdy ogółem zesłanych było 1,3 mln osób). Prawnymi podstawami zesłań kułackich była decyzja władz Rosji z 18 VIII 1930 r. "О мероприятиях по проведению спецколонизации в Северном и Сибирском краях и Уральской области" i ZSRR (Radę Komisarzy Ludowych ZSRR i Центральный исполнительный комитет) z 1 II 1931 r. "О предоставлении краевым (областным) исполкомам и правительствам автономных республик права выселения кулаков из пределов районов сплошной коллективизации сельского хозяйства".
W lutym, kwietniu oraz czerwcu 1940, a także w maju i czerwcu 1941, miały miejsce cztery fale zesłań z terenów Polski okupowanych przez ZSRR od września 1939. Dotyczyły one ponad 320 tys. obywateli polskich. Pierwsza deportacja objęła około 140 tys. osób (w tym 43,6% dzieci poniżej 17 lat), głównie Polaków (82%), osiedlonych w specposiołkach ulokowanych w większości w północnych rejonach europejskiej części ZSRR, na Uralu i w Kraju Krasnojarskim. Zesłanie z 13 IV kierowano w dużym stopniu do Kazachstanu i objęło 61 tys. cywilnych osób, głównie Polaków, a zesłanie z czerwca 75 tys. ludzi, wśród których dominowali polscy Żydzi (85%), Polacy stanowili 11%, a ludzi tych skierowano podobnie jak w pierwszej fali. Akcja wysyłania na zesłanie w V/VI 1941 r., głównie na Syberię, objęła około 33 tys. osób z terenów okupowanej przez ZSRR polskiej części Ukrainy i Białorusi oraz 13 tys. z Litwy (zarówno jej polskiej, jak i litewskiej części). Większość wywiezionych stanowili Polacy (34-44 tys.). 
W V/VI 1941 przeprowadzono także akcję zesłań miejscowej ludności z Mołdawii, Łotwy i Estonii, a liczbę zesłańców z tych rejonów szacuje się na kilkadziesiąt tysięcy.
W kwietniu 1951 roku przeprowadzono akcję zsyłki o kryptonimie „Operacja Północ”. Liczba deportowanych na Syberię Świadków Jehowy wyniosła 9793 osoby z sześciu republik radzieckich.